# 博伊爾
博伊爾（Boyle）是源于盖尔语或诺曼语的爱尔兰、苏格兰和英格兰姓氏。在爱尔兰的西北部，它是最常见的姓氏之一。姓这个姓氏的知名人士包括：

## 人物
- 勞拉·弗林·博伊爾（Lara Boyle，1970年—），美国女演員
- 威拉德·博伊尔（Willard Boyle，1924年—2011年5月7日），加拿大物理学家
- 馬丁·博伊爾（Martin Boyle，1993年—），蘇格蘭足球運動員。
- 威廉·博伊爾（William Boyle；1995－），英國足球運動員。
- 托馬斯·博伊爾（Thomas H. Boyle），來自愛爾蘭的男子羽毛球運動員。
- 不倫丹·博伊爾（Brendan Boyle；1977年—），美國政治家。
- 罗伯特·波义耳（Robert Boyle），爱尔兰自然哲学家

|  | 本页或本分段罗列了姓氏为「Boyle」的人物。 如果是一个指代特定个人的内链将您引导到本页，請考慮修正該人物的名字以將链接指向正確的條目。 |